# Josefa Martín Luengo
Josefa Martín Luengo (Salamanca, 1944 - Salamanca, 1 de juliol de 2009) va ser una educadora llibertària, també coneguda com a Pepita.

## Biografia
Inicià la seva activitat educadora a Fregenal de la Sierra (Badajoz) dirigint l'escola-llar Nertóbriga, tractant que l'alumnat tingués una educació integral, on la formació de la persona i l'adquisició de valors fossin les pautes a seguir, cosa que al seu entendre fou que "les forces vives" de la zona exigissin el seu cessament immediat. Aquest cas va arribar a plantejar-se al Congrés dels Diputats, en una interpel·lació al govern de Suárez per un diputat socialista.
Poc després, el gener del 1978, en companyia de les pedagogues Concha Castaño i María Jesús Txeca va decidir fundar una escola a la localitat de Mèrida, la Escuela Libre Paideia. També va ser una activa militant feminista, membre del col·lectiu "Mujeres por la Anarquía", format per dones pertanyents al Colectivo Paideia.

## Obres
- Fregenal de la Sierra, una experiencia de Escuela en libertad (Campo Abierto Ediciones, 1978)
- Desde nuestra Escuela
- Intento de Educación Antiautoritaria y psicomotriz
- La escuela de la anarquía
- Paideia, una escuela libre; 25 años de educación libertaria…